# Adelina Gurrea
María Adelaida Gurrea Monasterio (nascuda el 27 de setembre de 1896 en La Carlota, Negros Occidental, Filipines i morta a Madrid el 29 d'abril de 1971) va ser una periodista, poeta i dramaturga filipina en llengua espanyola. A més de la seva llengua materna, com l'era l'espanyol entre gran nombre de filipins llavors, i l'anglès que va anar aprenent a l'escola, també parlava bisaya, o samarà, que va aprendre dels empleats que treballaven a casa dels seus pares. Luis Mariñas Otero la considera la principal poetessa del país.
Va estudiar com a interna en el col·legi religiós de Santa Escolàstica de Manila i des de molt jove es va interessar per la literatura. Es va traslladar a Madrid en 1921, on va continuar cooperant com a corresponsal i col·laboradora de diverses publicacions filipines en llengua espanyola, tals com La Vanguardia, El Mercantil i Excelsior. Va ser l'ambaixadora de la literatura filipina a Espanya, on va impulsar diverses associacions per a la seva divulgació i suport. Va fundar en 1950 el Cercle Hispano-Filipino de Madrid. El 1966 va ser la segona dona que va ser admesa a l'Acadèmia Filipina de la Llengua.
Obra
- Cuentos de Juana. Narraciones malayas de las islas Filipinas. Madrid: Prensa Española, 1943. Reeditada el 2009. El 1951 va rebre el primer premi del Círculo Internacional de Periodistas y Escritores de Literatura de la Unión Latina.[3]
- A lo largo del camino. Poesía. Madrid: Círculo Filipino, 1954. Pròleg de Federico Muelas. Il·lustracions de Beatriz Figueirido, Premi Zóbel 1955.[4]
- Más senderos. Poesía. Madrid 1967.
- En agraz. Poesía. Madrid, 1968
- Filipinas; auto histórico-satírico. Valladolid: Imprenta Agustiniana, 1954.